# بنو بند (تازيان)
بنو بند (بالفارسية: بنوبند) هي قرية تقع في إيران في هرمزغان. يقدر عدد سكانها بـ 834 نسمة بحسب إحصاء 2016.